# Pałac Załuskich w Iwoniczu
Pałac Załuskich w Iwoniczu – zabytkowy pałac wybudowany w latach 1882–1883, wraz z parkiem, znajdujący się w miejscowości Iwonicz.

## Opis
Pałac w Iwoniczu został wzniesiony w latach 1882–1883 z inicjatywy Michała i Heleny Załuskich, ówczesnych właścicieli majątku. Rodzina Załuskich była jego właścicielami do wybuchu II wojny światowej. W czasie II wojny światowej budynek został zniszczony za sprawą stacjonujących w nim wojsk niemieckich, potem rosyjskich. Po wojnie majątek upaństwowiono. W 2 połowie XX w. mieściła się tu szkoła, następnie siedziba PGR i Wojewódzki Ośrodek Postępu Rolniczego. W latach 1977–78 obiekt był remontowany, później przez dłuższy czas stał nieużytkowany, aż do przekazania go, wraz z całym zespołem, Uniwersytetowi Rzeszowskiemu. Po kolejnym remoncie pałac jest użytkowany jako ośrodek konferencyjno-szkoleniowy Międzynarodowego Centrum Edukacji Ekologicznej Uniwersytetu Rzeszowskiego.
Jednopiętrowy pałac, nakryty niskim czterospadowym dachem, wzniesiono na planie wydłużonego prostokąta. Jedenastoosiową elewację frontową zdobi dwukondygnacyjny portyk kolumnowy z balkonem zwieńczonym belkowaniem z attyką murową. W trójkątnym zwieńczeniu loggii kartusz z herbami fundatorów: Junosza Załuskich i Strzemię Brzostowskich. Elewację tylną urozmaicają dwa dwuosiowe ryzality połączone galerią. W obu bocznych elewacjach czterokolumnowe portyki wspierają balkony.
Pierwszy dwór w Iwoniczu istniał już w XV w. Pozostałością tamtego założenia dworskiego jest dawny dwór wieżowy z przełomu XVI i XVII w., określany obecnie jako spichlerz lub zbór ariański, znajdujący się w południowo-zachodnim narożniku parku.
Częścią pałacowego założenia jest rozległy park krajobrazowy z około 1840. Na jego terenie zachowało się kilka stawów, w tym relikty dawnych fos i obszerny staw z wyspą, aleja lipowa a także wiele drzew pomnikowych, między innymi: dębów szypułkowych, lip drobnolistnych i szerokolistnych, buków, klonów.

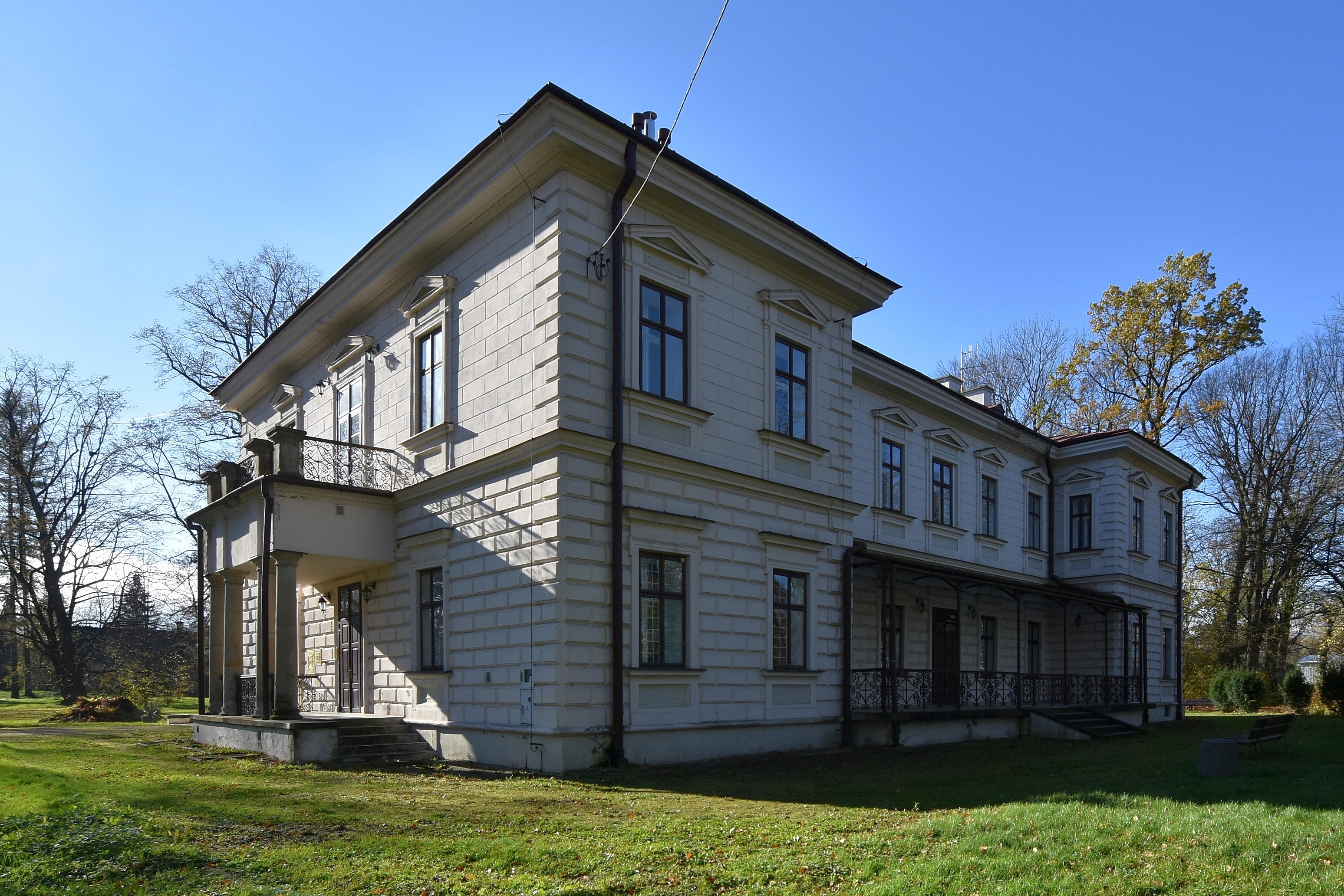
Elewacja tylna
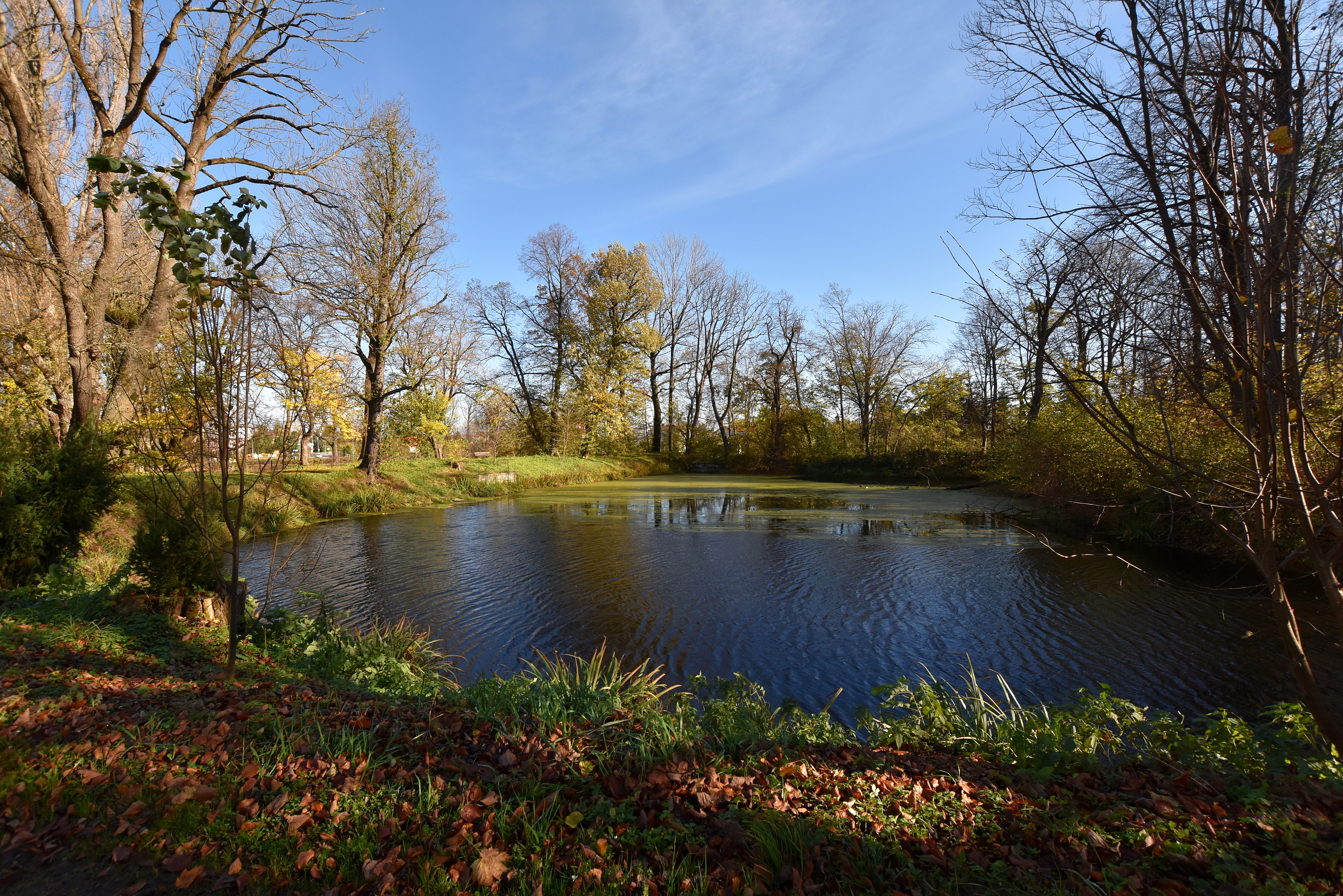
Staw
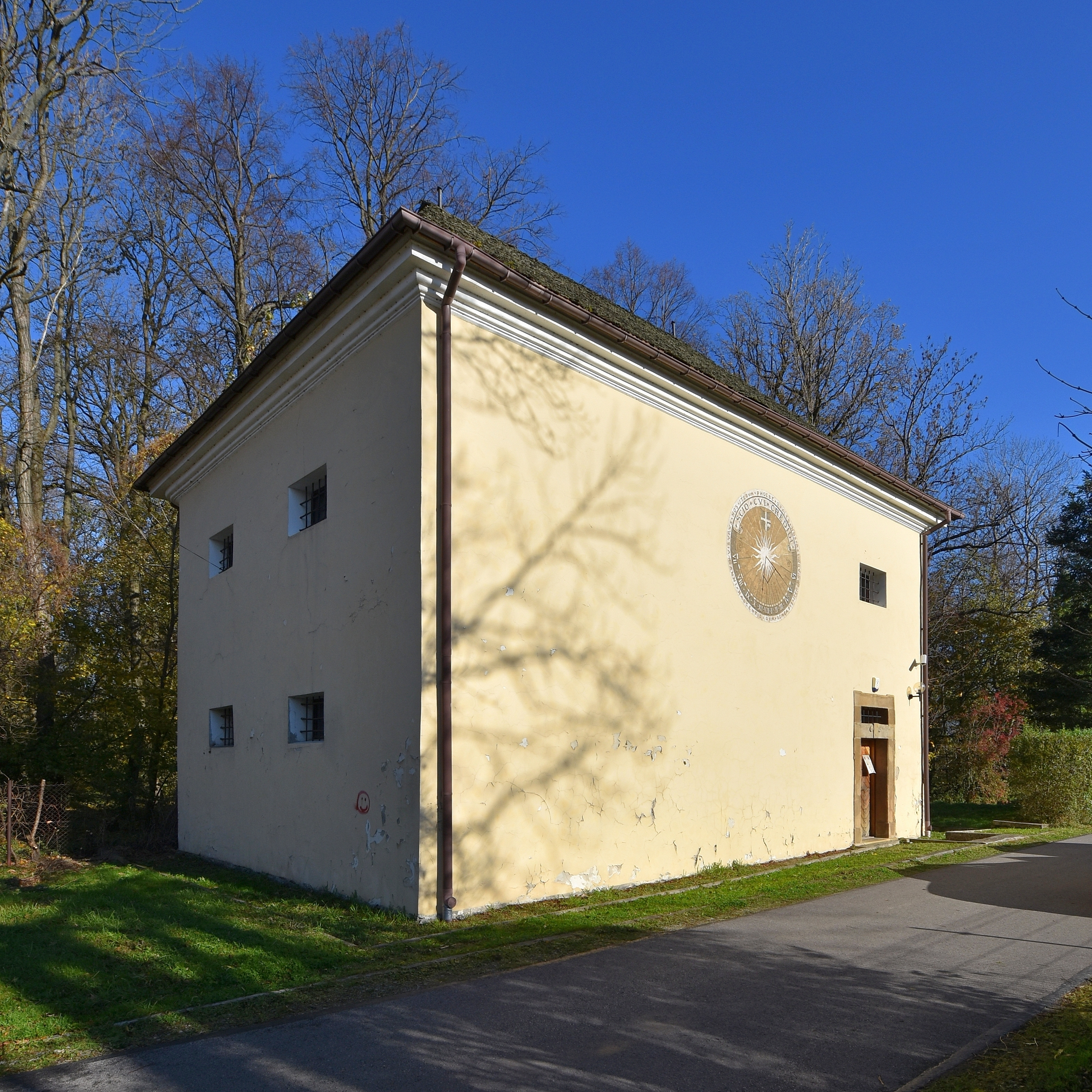
Spichlerz (dawny dwór)